# Noémie Thérèse Ayenga
Noémie Thérèse Ayenga, née le 16 janvier 2002, est une joueuse congolaise (RDC) de basket-ball.

## Carrière
Noémie Thérèse Ayenga, joueuse du CNSS, fait partie de la sélection nationale participant aux Jeux de la Francophonie de 2023 à Kinshasa, où les Congolaises terminent à la cinquième place.
Elle remporte la médaille de bronze du tournoi féminin de basket-ball à trois aux Jeux africains de 2023 à Accra avec Grace Mputu Basiki, Gémima Mabwa Manzanza et Divine Pembe Iyomi.

## Palmarès
- Médaille de bronze en 3x3 aux Jeux africains de 2023